# Calamosternus paludani
Calamosternus paludani är en skalbaggsart som beskrevs av Rudolph Petrovitz 1955. Calamosternus paludani ingår i släktet Calamosternus och familjen Aphodiidae. Inga underarter finns listade.